# Дамаславек (гміна)
Гміна Дамаславек (пол. Gmina Damasławek) — сільська гміна у північно-західній Польщі. Належить до Вонґровецького повіту Великопольського воєводства.
Станом на 31 грудня 2011 у гміні проживало 5601 особа.

## Територія
Згідно з даними за 2007 рік площа гміни становила 104.68 км², у тому числі:
- орні землі: 89.00%
- ліси: 2.00%

Таким чином, площа гміни становить 10.06% площі повіту.

## Населення
Станом на 31 грудня 2011:
| Опис     | Загалом | Загалом | Чоловіки | Чоловіки | Жінки | Жінки |
| -------- | ------- | ------- | -------- | -------- | ----- | ----- |
| одиниця  | осіб    | %       | осіб     | %        | осіб  | %     |
| все      | 5601    | 100     | 2734     | 48.81    | 2867  | 51.19 |
| міське   | 0       | 100     | 0        |          | 0     |       |
| сільське | 5601    | 100     | 2734     | 48.81    | 2867  | 51.19 |

## Сусідні гміни
Гміна Дамаславек межує з такими гмінами: Вапно, Вонґровець, Ґоланьч, Жнін, Месьцисько, Яновець-Велькопольський.